# Маричич, Живан
Живан Маричич (серб. Живан Маричић; 14 апреля 1911, Жича — 22 мая 1943, Фоча) — югославский партизан, участник Народно-освободительной войны Югославии, Народный герой Югославии.

## Биография
Родился 14 апреля 1911 в селе Жича близ Кралево. Перед Второй мировой войной работал на железнодорожном заводе в Кралево. В 1941 году вступил в Коммунистическую партию Югославии. В том же году после начала войны с Германией вступил в партизанское подполье, нёс службу в 1-й пролетарской ударной бригаде, командовал 4-м кралевским батальоном.
Вместе с 1-й пролетарской ударной бригадой участвовал в боях против немецко-фашистских захватчиков. Во время боёв против 118-й егерской дивизии вермахта на реке Дрина при попытке переправы на линии Фоча — Шчепан-Поле 22 мая 1943 Живан был тяжело ранен. Его отправили в главный госпиталь НОАЮ, где он скончался от ранений.
22 июля 1945 указом Председательства АВНОЮ Живану Маричичу было посмертно присвоено звание Народного героя Югославии.